# Seleção Libanesa de Basquetebol Masculino
A Seleção Libanesa de Basquetebol Masculino representa o Líbano nas competições internacionais de Basquetebol.

## Stanković Cup
O Líbano sediou o evento em 2010 entre 7 e 15 de agosto,o país recebeu 10 seleções da Ásia.
O torneio acabou com a vitória do líbano sobre o Japão com 38 pontos de diferença,foi a primeira vez que o Líbano conquistou um título internacional.

## Copa da Ásia
O Líbano terminou por três vezes em terceiro lugar na copa da ásia de basquetebol (2001,2005 e 2007),perdendo duas vezes para a China e uma para o Irã

### Campeonato Mundial de Basquetebol
O Líbano já participou de 3 copas do mundo,todas em sequencia:
- Campeonato Mundial de Basquetebol de 2002: 16th/16
- Campeonato Mundial de Basquetebol de 2006: 18th/24
- Campeonato Mundial de Basquetebol de 2010: 20th/24

### Copa da Ásia
| Year | Position | Tournament                    | Host             |
| ---- | -------- | ----------------------------- | ---------------- |
| 1999 | 7th      | Copa da Ásia de Basquete 1999 | Fukuoka, Japan   |
| 2001 | Prata    | Copa da Ásia de Basquete 2001 | Shanghai, China  |
| 2003 | 4th      | Copa da Ásia de Basquete 2003 | Harbin, China    |
| 2005 | Prata    | Copa da Ásia de Basquete 2005 | Doha, Qatar      |
| 2007 | Prata    | Copa da Ásia de Basquete 2007 | Tokushima, Japan |
| 2009 | 4th      | Copa da Ásia de Basquete 2009 | Tianjin, China   |
| 2011 | 6th      | Copa da Ásia de Basquete 2011 | Wuhan, China     |

## Jogadores Notáveis
- Fadi El Khatib
- Rony Fahed
- Jean Abdel-Nour
- Jackson Vroman
- Matt Freije
- Ali Mahmoud
- Joe Vogel (aposentou-se da seleção)
- Rony Seikaly  (aposentou-se)
- Elie Mechantaf (aposentou-se)
- Walid Doumiati (aposentou-se)
- Brian Beshara (aposentou-se)
- Paul A. Khoury (aposentou-se)